# Aposento Alto
Aposento Alto es un grupo de rap cristiano formado en el año 2007 en San Luis, República Dominicana. Estuvo conformado por Franklin Pérez (Sr. Pérez), Natanael Philippe (Natán el Profeta), Esteban Philippe (El Philippe), Noemí Martínez (La Noe), Osiris Rincón (Lors) y Omar Sánchez (Vizkel), aunque posteriormente, estos dos últimos integrantes dejarían el grupo en 2011.
En 2016, lanzarían Almas, su último álbum como grupo, antes de iniciar cada uno una carrera solista.

## Carrera musical

### Inicios (2007 - 2009)
Aparecieron por primera vez en los medios de comunicación en diciembre del 2007, al realizar su debut en una actividad llamada Holy Jamz. En esa oportunidad, presentaron su primera producción discográfica titulada A precio de sangre, la cual contiene 19 temas musicales entre los que se encuentra su tema promocional «Jala», que tuvo una gran acogida por los dominicanos. En el año 2008, es cuando realmente se dan a conocer en toda República Dominicana con su gira titulada A precio de sangre.

### El último testamentoy separación de Lors y Vizkel (2010 - 2014)
En 2010, lanzan su segunda producción discográfica llamada El Último Testamento. Este trabajo los llevó a realizar una gira por los Estados Unidos. En ese país pudieron ver el respaldo de Dios y de un público internacional que los esperaba con ansias; su gira comprendió los estados de New York, New Jersey, Atlanta, Georgia, Boston y Massachussets.
Durante el año 2011, han participado en actividades como Expolit un evento que se desarrolla todos los años con el propósito de promover el desarrollo y crecimiento de la industria cristiana a nivel mundial yo  trabajaban en una nueva producción discográfica. Este álbum sería Amor en el Aposento, un álbum de contenido romántico.
Al siguiente año, llegaría Tratado en Audio, la primera producción con solo cuatro integrantes, debido a que Lors y Vizkel se habían separado del grupo. Cuenta con casi todos los temas producidos por Pérez en LP Studio y el productor Bless Guy. En 2014, lanzaron una edición especial con nuevos temas, y la segunda parte de Amor en el Aposento 2: Un Homenaje a la mujer.
En los Premios El Galardón 2014, recibirían el premio a Mejor grupo urbano del año.

### Dios, Patria y Libertad(2015)
Con el auge de su carrera y reconocimiento dentro de la República Dominicana, el grupo decidió lanzar su primer álbum colaborativo para apoyar a nuevos talentos de la música cristiana urbana de su país natal. Dios, Patria y Libertad llevaría por título, participaron en esta producción artistas emergentes como Ander Bock, Lizzy Parra, Jeiby, Chelo Home, Spiritual Bless, entre otros.
El sencillo del álbum fue «En la casa», que gozó de popularidad en República Dominicana al mencionar a la estación de radio secular Alofoke Radio. Ese año también serían reconocidos por su compromiso evangelístico en los Premios el Galardón.

### Almasy receso como grupo (2016 - actualidad)
Almas es el último álbum registrado bajo el nombre de Aposento Alto. Esta producción cuenta con los videoclips, «Entre Rejas II», «Ambición y Poder», «Los Hermanos del Rap»  (su vídeo musical estaría nominado como Mejor vídeo de rap y Mejor vídeo cristiano en los Videoclips Awards 2017), y «Rico de Cuna». Como particularidad, en este proyecto hay canciones que daban una idea de lo que sucedería con el grupo posteriormente: muchos temas solistas y colaboraciones muy frecuentes entre Natán y Phillipe, quienes en un tiempo serían el dúo "Los Hermanos del Rap". Ese mismo año, harían parte de la canción «Llamado a la Patria», una canción de contenido social en colaboración con otros artistas urbanos. En 2017, serían nuevamente reconocidos como Grupo Urbano del año en los Premios el Galardón.
Actualmente, están trabajando en nuevos proyectos entre ellos. incluso, solistas, como Espíritu Libre por Philippe, Oveja Entre Lobos por Natán y Reina Valera por La Noe. El integrante Sr. Pérez, continuaría utilizando el nombre del grupo para sus lanzamientos musicales, colaborando nuevamente con Lors para diversos sencillos.
En 2021, Natan El Profeta fue invitado para la nueva producción de Boy Wonder titulada Chosen Few Fe, con artistas cristianos.

## Discografía

### Álbumes de estudio
- 2008: A Precio de Sangre
- 2010: The Last Testament
- 2011: Amor En El Aposento
- 2012: Tratado en audio
- 2014: Tratado en audio (Deluxe Edition)
- 2014: Amor En El Aposento 2: Un Homenaje a la Mujer
- 2015: Dios, Patria y Libertad
- 2016: Almas

### Como solistas
El Philippe
- 2018: Espiritu libre
- 2020: Espíritu libre (YouTube Edition)
- 2022: Dios, Familia & Rap

Natán El Profeta
- 2019: Oveja entre lobos
- 2021: Obra maestra (con Brayan Booz)
- 2022: Modo leyenda
- 2023: Púrpura

La Noe
- 2019: Cuerda & Caja

Vizkel
- 2022: In New York

### Como Los Hermanos Del Rap (Natán El Profeta & El Philippe)
- 2020: Isaías 60-2
- 2022: Fe (con Juan Fernando Quintero)